# 穆伏幹
宜都康王穆伏幹（?—461年），代人，宜都文成王穆觀的曾孙，宜都文宣王穆壽的孙子，宜都王穆平國的儿子，穆羆、穆亮之兄。

## 生平
穆伏幹承襲父親穆平國的爵位，娶濟北公主為妻，拜駙馬都尉。和平二年（461年）卒。諡號為「康」。因為穆伏幹無子，所以由其弟穆羆繼承宜都王爵位。